# U-Bahnhof Bockenheimer Warte
Der U-Bahnhof Bockenheimer Warte (Senckenbergmuseum) ist eine bedeutende Umsteigestation im Westen der Frankfurter Innenstadt. Hier kreuzen sich die C-Strecke mit den Linien U6 und U7 sowie die im D-Tunnel verlaufende U4. Der Bahnhof ist damit einer von vier unterirdischen Umsteigebahnhöfen der Frankfurter U-Bahn.
Es bestehen Umsteigemöglichkeiten zu den Buslinien 32, 36, 50, 75 und zur Straßenbahnlinie 16 (Ginnheim–Offenbach). Die B- und C-Ebene wurden am 11. Oktober 1986 mit der Inbetriebnahme der C-Strecke bis Zoo eröffnet. Am 10. Februar 2001 folgte die D-Ebene, in der die Linie U4 verkehrt, die um zwei Stationen vom Hauptbahnhof über den U-Bahnhof Festhalle/Messe zur Bockenheimer Warte verlängert wurde.
Anlässlich des 200-jährigen Bestehens des etwa 100 Meter südlich des Bahnhofs gelegenen Senckenbergmuseums wurde die Station der U4 am 14. September 2017 mit dem Namenszusatz Senckenbergmuseum versehen.

## Lage
Die Bockenheimer Warte ist einer der vier Warttürme der im 15. Jahrhundert errichteten Frankfurter Landwehr, die Station liegt also nahe der Stadtteilgrenze zur ehemals eigenständigen Stadt Bockenheim im Frankfurter Westend. Der Name des Wachturms ist auf den dortigen Stadtplatz übergegangen, der vor allem als Standort der Johann Wolfgang Goethe-Universität Frankfurt am Main bekannt ist. Der Platz war seit langer Zeit ein wichtiger Verkehrsknotenpunkt, er wurde seit 1872 von Straßenbahnen befahren. Bis 1966 befand sich unmittelbar neben der Warte ein Straßenbahndepot, bis 1978 auch die Hauptwerkstatt der Frankfurter Straßenbahn.
Der C-Tunnel folgt, von der Leipziger Straße kommend, dem Verlauf der Bockenheimer Landstraße. Die in offener Bauweise erbaute Station der U6 und U7 liegt unter der Bockenheimer Landstraße, zwischen dem Bockenheimer Depot, der Universitätsbibliothek Johann Christian Senckenberg und dem Universitätscampus Bockenheim.
Quer dazu liegt unter der Senckenberganlage (Bundesstraße 40) im D I-Tunnel die Station der Linie U4, die unter dem Alleenring von der Messe her kommend, unterhalb der Station der U6 und U7 an einem Mittelbahnsteig hält und weiter nördlich in einer viergleisigen Wendeanlage endet.
Ein unterirdischer Weiterbau bis zur Endhaltestelle der U1 (Ginnheim) unter der Franz-Rücker-Allee war lange Zeit geplant, die Wendeanlage ist in diese Richtung ausgerichtet. Diese Planung wurde allerdings 2006 zugunsten der bestehenden Straßenbahnlinie 16 aufgegeben.
Die B-Ebene unter der Kreuzung Senckenberganlage/Bockenheimer Landstraße ist großzügig angelegt und dient wie vielerorts in Frankfurt auch als Fußgängerunterführung. Sie bietet Zugang zu beiden Bahnsteigebenen. Weitere Zugänge gibt es über eine kleinere B-Ebene unmittelbar neben dem Turm der Bockenheimer Warte zum Bahnsteig der C-Strecke sowie über eine weiter südlich gelegene Zwischenebene am Ende des Bahnsteigs der D-Strecke unter der Senckenberganlage.
Östlich der beiden Stationen existiert die einzige unterirdische Verbindung zweier Frankfurter Stammstrecken. Hier können Züge von Bockenheim kommend kopfmachen und rückwärts weiter in Richtung Messe fahren. Die Strecke wird nur für Betriebsfahrten genutzt. Eine weitere Verbindung zwischen der an die D-Strecke anschließenden B-Strecke und der C-Strecke gibt es am Betriebshof Ost.

## Architektur
| \| \| \| Wendeanlage \| \| \| \| \| \| \| \| \| \| \| \| \| \| \| \| \| \| \| \| \| \| \| \| \| \| \| \| \| \| zur Leipziger Straße \| \| \| \| \| Bockenheimer Warte \| \| \| \| \| von Leipziger Straße \| \| \| \| \| Bockenheimer Warte \| \| \| \| \| \| \| \| \| \| \| \| \| \| \| \| \| \| \| \| \| \| \| \| \| \| \| \| \| \| von Westend \| \| \| \| \| nach Westend \| \| \| \| \| \| \| \| \| \| Richtung Festhalle/Messe \| \| |  |                          |                          |         |
| |  | Wendeanlage              | Wendeanlage              | S4      |
| U-Bahn-Strecke (im Tunnel) · U-Bahn-Strecke (im Tunnel) · U-Bahn-Strecke (im Tunnel) · U-Bahn-Strecke (im Tunnel) |  |                          |                          |         |
| U-Bahn-Strecke (im Tunnel) · U-Bahn-Strecke (im Tunnel) · U-Bahn-Strecke (im Tunnel) · U-Bahn-Strecke (im Tunnel) |  |                          |                          |         |
| U-Bahn-Strecke (im Tunnel) · U-Bahn-Abzweig geradeaus und nach halblinks (im Tunnel) · U-Bahn-Abzweig geradeaus und nach halbrechts (im Tunnel) · U-Bahn-Strecke (im Tunnel) |  |                          |                          |         |
| U-Bahn-Strecke (im Tunnel) · U-Bahn-Abzweig geradeaus und von halblinks (im Tunnel) · U-Bahn-Abzweig geradeaus und von halbrechts (im Tunnel) · U-Bahn-Strecke (im Tunnel) |  |                          |                          |         |
| U-Bahn-Strecke nach links (im Tunnel) · U-Bahn-Abzweig geradeaus und von rechts (im Tunnel) · U-Bahn-Abzweig geradeaus und von links (im Tunnel) · U-Bahn-Strecke nach rechts (im Tunnel) |  |                          |                          |         |
| U-Bahn-Kreuzung mit Tunnelstrecke und geradeaus unten (im Tunnel) · U-Bahn-Kreuzung mit Tunnelstrecke und geradeaus unten (im Tunnel) · U-Bahn-Strecke quer (im Tunnel) · U-Bahn-Strecke von rechts (im Tunnel) |  | zur Leipziger Straße     | zur Leipziger Straße     | S6 · S7 |
| U-Bahn-Strecke (im Tunnel) |  | Bockenheimer Warte       | Bockenheimer Warte       |         |
| U-Bahn-Kreuzung mit Tunnelstrecke und geradeaus unten (im Tunnel) · U-Bahn-Kreuzung mit Tunnelstrecke und geradeaus unten (im Tunnel) · U-Bahn-Strecke quer (im Tunnel) · U-Bahn-Strecke von rechts und von halblinks |  | von Leipziger Straße     | von Leipziger Straße     | S6 · S7 |
| U-Bahn-Überleitstelle / Spurwechsel |  | Bockenheimer Warte       | Bockenheimer Warte       |         |
| U-Bahn-Strecke von links (im Tunnel) · U-Bahn-Strecke nach rechts und von links (im Tunnel) · U-Bahn-Strecke nach rechts (im Tunnel) · U-Bahn-Strecke |  |                          |                          |         |
| U-Bahn-Strecke quer (im Tunnel) · U-Bahn-Abzweig von links und von rechts (im Tunnel) · U-Bahn-Abzweig geradeaus und nach rechts |  |                          |                          |         |
| U-Bahn-Überleitstelle / Spurwechsel links · U-Bahn-Überleitstelle / Spurwechsel rechts · U-Bahn-Strecke (im Tunnel) · U-Bahn-Strecke |  |                          |                          |         |
| U-Bahn-Strecke · U-Bahn-Strecke (im Tunnel) · U-Bahn-Strecke |  |                          |                          |         |
| U-Bahn-Strecke geradeaus und von links · U-Bahn-Abzweig geradeaus und nach rechts (im Tunnel) · U-Bahn-Strecke |  |                          |                          |         |
| U-Bahn-Strecke · U-Bahn-Strecke (im Tunnel) |  | von Westend              | von Westend              | S6 · S7 |
| U-Bahn-Strecke · U-Bahn-Strecke (im Tunnel) · U-Bahn-Strecke nach links (im Tunnel) |  | nach Westend             | nach Westend             | S6 · S7 |
| U-Bahn-Strecke (im Tunnel) |  |                          |                          |         |
| |  | Richtung Festhalle/Messe | Richtung Festhalle/Messe | S4      |

### Erster Teil 1986

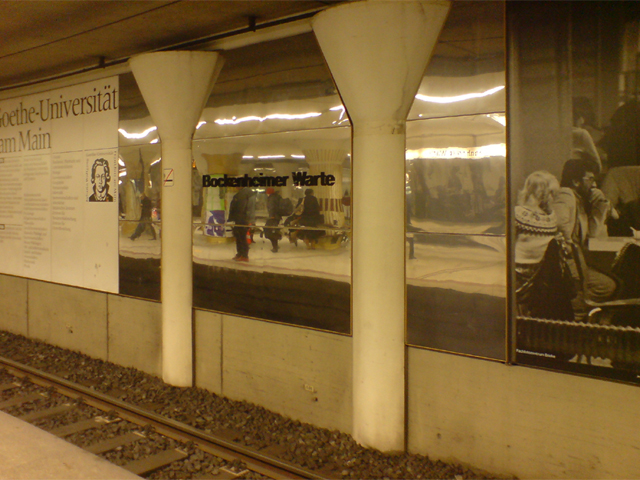
Spiegel an der Wand sollen den Eindruck von Unendlichkeit bewirken.

Der ältere, 1986 eröffnete Teil der Station ist im Vergleich zu den gleichzeitig eröffneten U-Bahnhöfen Westend und Alte Oper eher schlicht gehalten. Dennoch bemühte man sich auch hier um eine ästhetische Gestaltung, nachdem die nüchterne Sachlichkeit der älteren Frankfurter U-Bahnhöfe von der Bevölkerung eher negativ wahrgenommen wurde.

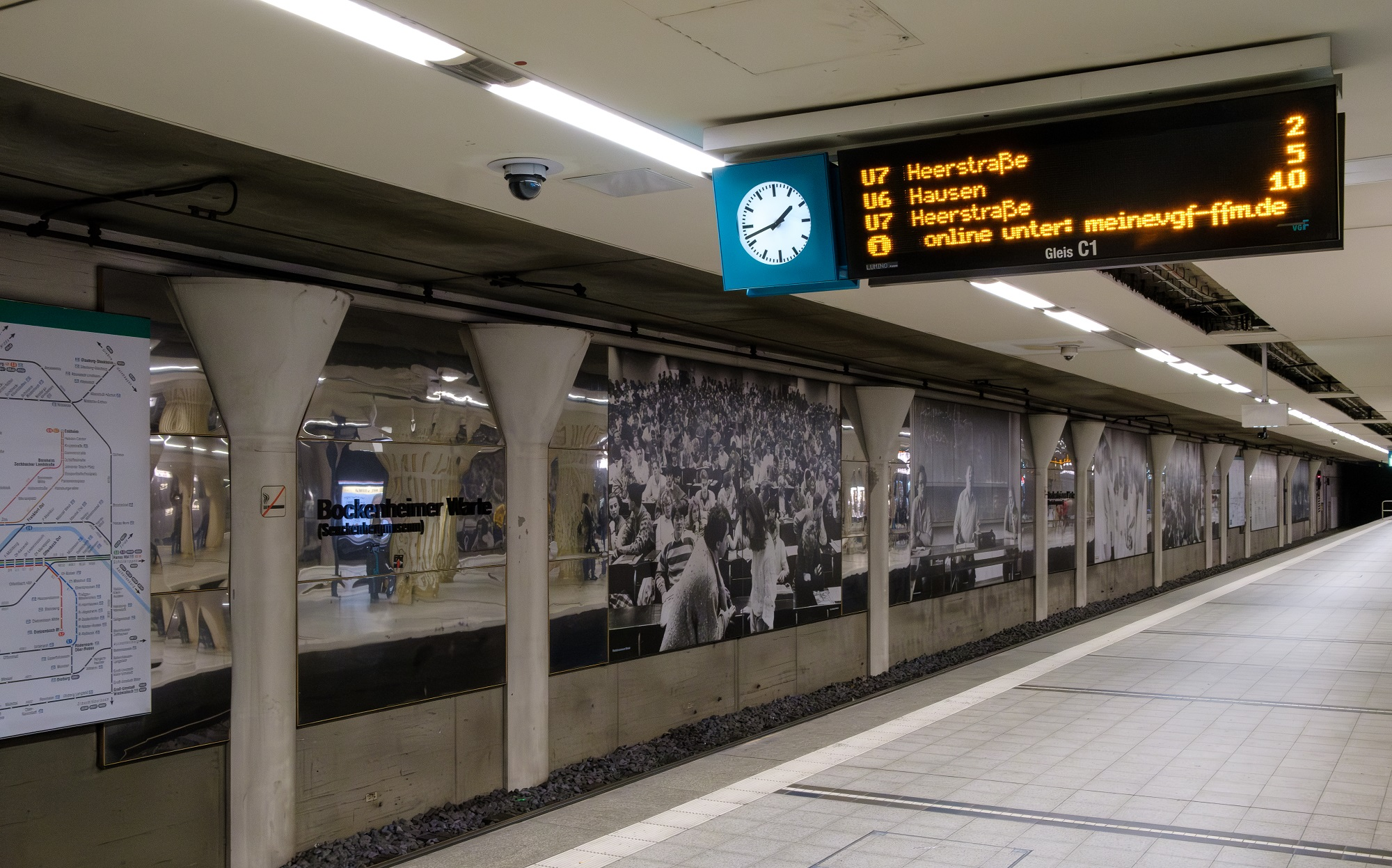
U-Bahn Haltestelle Bockenheimer Warte in Frankfurt am Main mit Fotos von Barbara Klemm

Die Wände sind mit 15 Fotos der Fotografin Barbara Klemm aus dem Universitätsalltag Mitte der 1980er Jahre geschmückt, die Zwischenräume sind mit verspiegelten Metallplatten verkleidet, die den Raum größer erscheinen lassen. Die in Gruppen auf dem Bahnsteig platzierten Säulen sind weiß gestrichen und mit goldfarbenen Metallprofilen versehen, die sich auch in anderen Bereichen des Stationsbauwerks wiederfinden.
Herausragendstes Merkmal der Station sind einige überraschende, witzig wirkende architektonische Elemente. Dazu zählt die mit einem Bronzekapitell in Form eines Kissens versehene zentrale Säule der als Rotunde ausgeführten B-Ebene und die als ein die Erdoberfläche durchstoßender Eisenbahnwagen gestaltete Überdachung des westlichen Ausgangs aus der B-Ebene in der Senckenberganlage. Unmittelbar über dem Bahnsteig der C-Strecke befindet sich ein Lager der Universitätsbibliothek, das ursprünglich sowohl von der B-Ebene als auch vom Bibliotheksgebäude aus zugänglich war, inzwischen aber geschlossen wurde.

### Erweiterung 2001

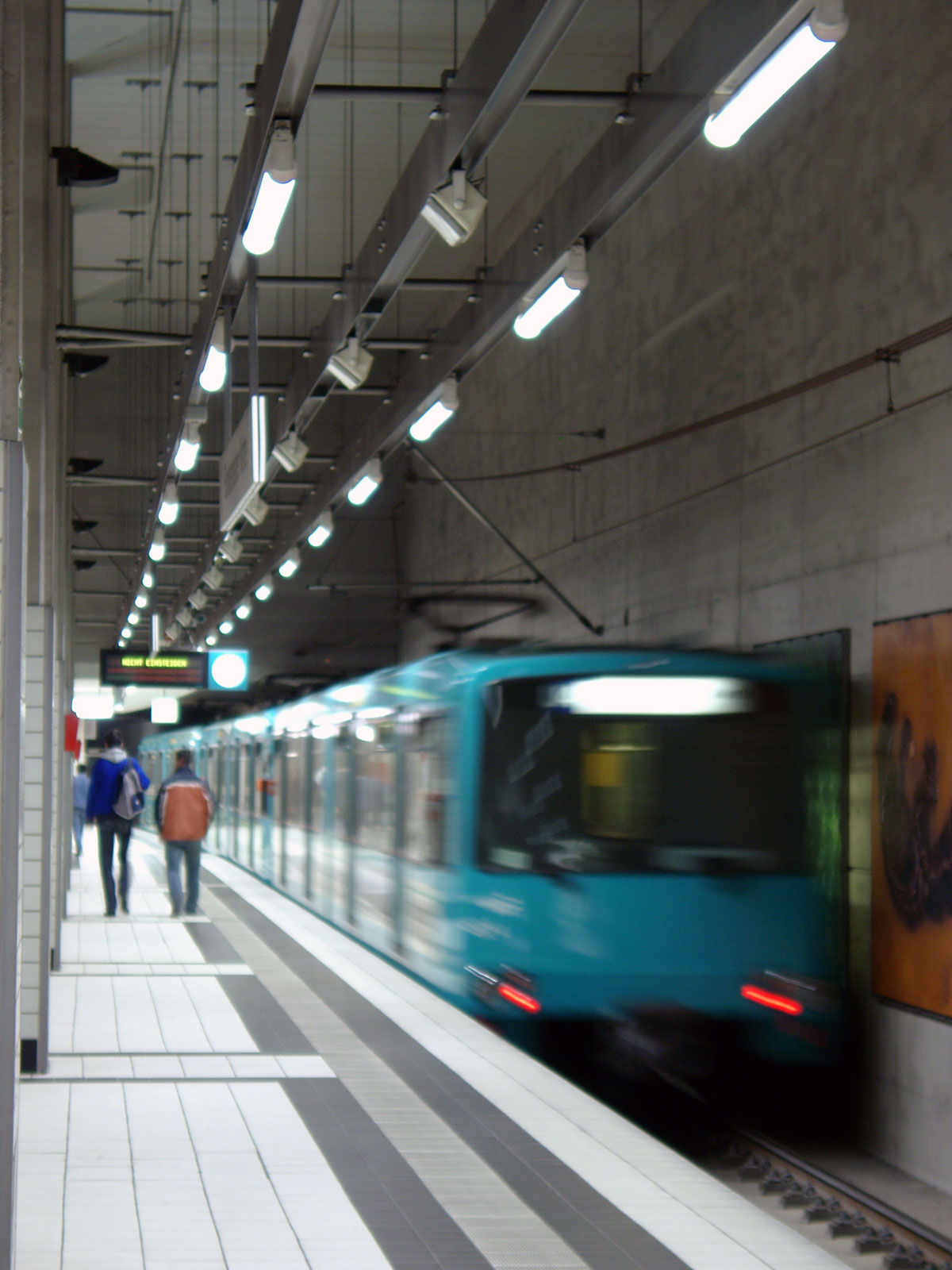
D-Ebene, Endstation der U4

Der untere Bahnsteig für die U4 kann dem aktuellen Baustil der Frankfurter Untergrundarchitektur (seit 1995) zugeordnet werden. Er weist roh belassene Betonwände auf, die, wie bereits am älteren Bahnsteig der C-Strecke, durch Fotos aus dem Universitätsalltag sowie aus dem nahegelegenen Palmengarten und Naturmuseum Senckenberg aufgelockert werden. Die in zwei parallelen Reihen angeordneten Säulen mit quadratischem Querschnitt sind im unteren Bereich mit weißen Fliesen verkleidet.
Die am südlichen Ende des Bahnsteigs gelegene Zwischenebene wurde gemeinsam mit der neuen Station errichtet. Sie liegt allerdings nicht auf dem Niveau der nördlichen B-Ebenen, sondern auf dem der C-Ebene. Dieser Raum hat in Anlehnung an die Rotunde der großen B-Ebene ebenfalls einen kreisförmigen Grundriss. Er ist jedoch wesentlich kleiner und enthält sonst keine weiteren ähnlichen Gestaltungselemente. An den runden Raum, dessen Wände wie die Säulen der Bahnsteigebene mit weißen Fliesen verkleidet sind, schließen sich zwei Gänge an, die zu zwei langen Fahrtreppen an den Ausgängen in der Mertonstraße und Dantestraße führen. Das Kreismotiv findet sich ebenfalls in Form von kreisrunden Löchern in zwei Wänden wieder, die in Fortsetzung der Säulenreihe des Bahnsteigs den Übergang zur Zwischenebene bilden.
Die hohe Decke, die als architektonisches Gestaltungselement besondere Anerkennung fand, war in dieser Form ursprünglich nicht beabsichtigt. Es war geplant, auch hier über dem Bahnsteig einen Lagerraum der Universitätsbibliothek einzurichten. Nachdem die Universität die mittelfristige Aufgabe des Standortes Bockenheim beschlossen hatte, wurden die Pläne fallen gelassen und auf die Zwischendecke verzichtet. Dagegen wurde die Zwischendecke im Bereich der Wendeanlage eingezogen und der dadurch über der U-Bahn liegende Raum als Magazin für die Universitätsbibliothek gewonnen.
Ähnliches geschah über und neben dem Streckentunnel in der Zufahrt zur Station: Das unmittelbar benachbarte Naturmuseum Senckenberg nutzte die Tunnelbauarbeiten, um einen katastrophensicheren unterirdischen Lagerkomplex errichten zu lassen. Die untere der beiden Etagen liegt auf der Höhe des östlichen Streckentunnels und ist mit diesem über einen Notausgang verbunden.

## Betrieb
Der U-Bahnhof Festhalle/Messe wird von der Linie U4  bedient. An der oberirdischen Station halten die Straßenbahnen der Linie 16.
| Linie | Verlauf | Takt |
| ----- | --- | --- |
| S4    | Bockenheimer Warte – Festhalle/Messe – Hauptbahnhof – Willy-Brandt-Platz – Dom/Römer – Konstablerwache – Merianplatz – Höhenstraße – Bornheim Mitte – Seckbacher Landstraße – Schäfflestraße – Gwinnerstraße – Kruppstraße – Hessen-Center – Enkheim | 7/8 min (Bock. Warte–Seckb. Landstr. werktags) 15 min (Seckb. Landstr.–Enkheim werktags) 10 min (Bock. Warte–Seckb. Landstr. so/feiertags) 20 min (Seckb. Landstr.–Enkheim so/feiertags) |
| S6    | Hausen – Große Nelkenstraße – Industriehof – Kirchplatz – Leipziger Straße – Bockenheimer Warte – Westend – Alte Oper – Hauptwache – Konstablerwache – Zoo – Ostbahnhof | 10 min 7/8 min (HVZ) |
| S7    | Praunheim Heerstraße – Friedhof Westhausen – Stephan-Heise-Straße – Hausener Weg – Fischstein – Industriehof – Kirchplatz – Leipziger Straße – Bockenheimer Warte – Westend – Alte Oper – Hauptwache – Konstablerwache – Zoo – Habsburgerallee – Parlamentsplatz – Eissporthalle/Festplatz – Johanna-Tesch-Platz – Schäfflestraße – Gwinnerstraße – Kruppstraße – Hessen-Center – Enkheim | 10 min 7/8 min (HVZ) |
| 16    | Ginnheim Mitte – Bockenheimer Warte – Festhalle/Messe – Hauptbahnhof – Südbahnhof – Lokalbahnhof – Mühlberg – Oberrad – Offenbach Stadtgrenze | 10 min (werktags) 15 min (sonn-/feiertags) |